# Lukač
Lukač es un municipio de Croacia en el condado de Virovitica-Podravina.

## Geografía
Se encuentra a una altitud de 112 m s. n. m. a 132 km de la capital nacional, Zagreb.

## Demografía
En el censo 2011 el total de población del municipio fue de 3634 habitantes, distribuidos en las siguientes localidades:
- Brezik -  213
- Budrovac Lukački -  138
- Dugo Selo Lukačko - 570
- Gornje Bazje - 498
- Kapela Dvor -  259
- Katinka - 41
- Lukač - 443
- Rit -  38
- Terezino Polje - 269
- Turanovac -  695
- Veliko Polje - 341
- Zrinj Lukački - 129

| Gráfica de población de Lukač 1857-2011                             |
|                                                                     |
| Según los censos de población de la oficina estadística de Croacia. |